# خالد بن أحمد السديري
خالد بن أحمد السديري (1915 - 1 ديسمبر 1978م) أمير وشاعر سعودي، وأحد أبناء الأمير أحمد بن محمد بن أحمد السديري، وخال الملك فهد بن عبد العزيز آل سعود وأشقائه.
كان أميراً لعدد من المناطق السعودية منها: نجران، وجازان، وتبوك. وهو أحد أبرز وأشجع قياديي الجيش في عهد الملك عبد العزيز آل سعود، واشتهر بولائه وذكائه وحكمته سياسيا وعسكريا واجتماعيا.

## نشأته
ولد خالد بن أحمد بن محمد بن أحمد الكبير السديري في سنة معركة جراب 1333هـ/1915م في ليلى بمحافظة الأفلاج، وقد كان والده أميراً على المنطقة للمرة الثانية بعد تقاعده، ثم انتقل والده إلى الغاط ليتفرغ لتربية أبنائه، ويمكنهم من الالتحاق بكتاب البلدة، وتلقى الدروس على يد معلمين حضروا خصيصاً لتعليمه، ثم انتقل خالد إلى الرياض لتلقي العلوم الشرعية والعربية والاجتماعية على يد الشيخ محمد بن إبراهيم، ثم تعلم في الطائف على قراءة عيون كتب الأدب والتراث، وحفظ النصوص، ولم يبلغ العشرين من العمر إلا خاض في الشؤون العسكرية حين اشترك في المهمات الميدانية في حرب اليمن.

## المناصب التي تولاها
- عُين وزيراً للزراعة في عام 1375هـ
- عين أميراً لمنطقة تبوك عام 1367هـ.
- عين أميراً لمنطقة جازان في عام 1359هـ.[2]
- كلف بالعمل أميراً لمنطقة نجران من عام 1372هـ إلى تاريخ وفاته عام 1399هـ.
- عملاً وكيلاً لأخيه تركي بن أحمد السديري في إمارة منطقة عسير.[3]
- صدر الأمر السامي بتكليفه بالذهاب إلى نجران مشرفاً على إمارتها خلال الحرب الأهلية في اليمن، مما جعلهُ يقود القوات السعودية في موقعة الوديعة التي بقي فيها مرابطاً حتى هدأت الأوضاع آنذاك.[4]

## شعره
كان الأمير خالد يسرد ما يحفظه عن ظهر قلب من شعر العوني وغيره الذي سجل انتصارات الملك عبدالعزيز آل سعود، وأن يتألق على طريقة عبدالله بن خميس في مقارنة الشعر الشعبي من الفصيح، فقد صدر له ديوان «قصائد من الوجدان» المطبوع في عام 1407هـ/1987م، والذي أُعيد طبعه عام 1417هـ/1997م، وأيضاً المحاضرة المطبوعة عام 1412هـ/1992م، والتي ألقاها الشاعر والناقد معيض بن علي البخيتان في مهرجان الجنادرية في عام 1408هـ/1988م، وكذلك الدراسة التحليلية التي كتبها الأستاذ راشد بن محمد الحمدان عما قاله وعما قيل فيه من شعر، ومما ورد في ديوانه قصيدة لم يُحدد تاريخ نظمها، والأغلب أنه كتبها في حياة الملك عبد العزيز قال فيها:

| لم يلهني الرسم والتشبيب والغزل |  | ولا المنازل والآثارِ والطلل    |
| لكن هويت خلالاً من عباقرةٍ       |  | هُم المكارم والأمجاد والمُثل    |
| فليس يطربني إلا شمائلهم        |  | إذا تدبرت ما قالوا وما فعلوا  |
| في سيرة الملك الباني لأمته     |  | صروح مجد عليها العدل يشتمل    |
| عبدالعزيز أبو الأبطال قدوتهم   |  | من طاب أصلاً وطاب القول والعمل |
| الثابتُ الجاش والأمواج طاغية    |  | يوم الجهاد ونار الحرب تشتعل   |
| وقى الجزيرة من شراريد بها      |  | فيها المطامع تستشري وتقتتل    |
| زمام أمتكم القوه في يدكم       |  | وما له عوض عنكم ولا بدل       |
| وكان كهف بني الإسلام قاطبة     |  | يأوي له كُل من ضاقت به السبل   |
| أضف إلى مجدها مجداً تؤثله       |  | فإنما المجد فيكم ليس ينتقل    |
| وأنت في قمة الدنيا تُقى وحجاً    |  | تعلو بكم همة لم يثنها الملل   |
| لشعبك اليوم آمال يتوق لها      |  | على اهتمامك بعد الله يتكل     |

## زوجاته
- الأميرة لولوة بنت عبد الله بن ناصر السديري. والدة فهد، محمد.
- من آل مشيط. والدة مساعد.
- من آل عسيري. والد تركي.
- الأميرة دلال بنت حمد العنقري. والدة سلطان، عبد العزيز، أحمد، منيرة، ولاما.
- فضة الفقير. والدة الجوهرة.
- ترفة بنت رويق (من العروج من الرمال من شمر). والدة متعب.
- نورة الدوسري. والدة سارة.
- فاطمة عبد القادر البكري العسيري. لم تنجب أطفالًا.

## أبناؤه
- فهد بن خالد السديري - أمير نجران سابقاً
- تركي بن خالد السديري - وزير الدولة ورئيس الديوان العامة للخدمة المدنية سابقاً
- محمد بن خالد السديري - وزير وعضو مجلس الوزراء
- ناصر بن خالد السديري - محافظ الخرج
- أحمد بن خالد السديري - محامي ورجل أعمال
- عبد العزيز بن خالد السديري - لواء طيار ركن، كان قائداً لقاعدة الملك خالد (توفي 1442هـ).[6][7]
- سلطان بن خالد السديري - أعمال حرة
- مساعد بن خالد السديري - لواء بالجيش العربي السعودي
- متعب بن خالد السديري - أعمال حرة.[8]

## وفاته
توفي رحمهُ الله في مدينة نيويورك بتاريخ في 1 محرم 1399هـ / 1 ديسمبر 1978م، ونُقل جثمانه إلى المملكة العربية السعودية.

## جائزة الأمير خالد الأحمد السديري للتفوق العلمي
وفاءً لجهوده في سبيل العلم وأهله أنشأ أبناؤه جائزة للتفوق العلمي بمحافظات الغاط والزلفي والمجمعة تحمل اسمه، وتكونت لجنة الجائزة من:
- فهد بن خالد السديري
- تركي بن خالد السديري
- ناصر بن خالد السديري
- أحمد بن خالد السديري
- فيصل بن عبد الرحمن السديري
- محمد بن عبد الله الحميد
- عبد العزيز بن أحمد العياضي
- عبد الله بن عبد العزيز المعيلي.[10]

## انظر ايضاً
- عبد العزيز آل سعود
- عبدالعزيز بن أحمد بن محمد السديري

## وصلات خارجية
- جائزة الأمير خالد بن أحمد السديري للتفوق العلمي.